# 2016–2017-es német labdarúgó-bajnokság (első osztály)
A 2016–2017-es német labdarúgó-bajnokság – eredeti német nevén Fussball-Bundesliga – az 54. szezonja volt a Bundesligának. A szezon 2016. augusztus 26-án kezdődött, és 2017. május 20-án ért véget. A címvédő az FC Bayern München, a feljutók az SC Freiburg és az abszolút újonc RB Leipzig.
A bajnokságot a címvédő nyerte, a Bayern Münchennek ez volt sorozatban az ötödik, összesen a 27. német bajnoki címe. A második helyen az újonc RB Leipzig, a harmadikon pedig a Borussia Dortmund végzett. Kiesett az első osztályból az FC Ingolstadt 04 és az SV Darmstadt 98, a VfL Wolfsburg pedig osztályozót játszik a másodosztály harmadik helyezettjével, az Eintracht Braunschweig csapatával.

## Csapatok
A bajnokságon 18 csapat vesz részt: a tavalyi bajnokság bennmaradt 15 csapata (a 16. helyezett osztályzót játszik), és 2 feljutó. A másodosztály első és második helyezettje (az SC Freiburg és az RB Leipzig) feljutott a Bundesligába, viszont a harmadiknak osztályzót kellett játszania az Eintracht Frankfurt ellen, ahol a másodosztály harmadik helyezettje, az 1. FC Nürnberg alulmaradt.

### Csapatok adatai
| Csapat                   | Város                | Stadion                                  | Befogadóképesség |
| ------------------------ | -------------------- | ---------------------------------------- | ---------------- |
| FC Augsburg              | Augsburg             | WWK ARENA                                | 30,660           |
| Bayer 04 Leverkusen      | Leverkusen           | BayArena                                 | 30,210           |
| FC Bayern München        | München              | Allianz Arena                            | 71,000           |
| Borussia Dortmund        | Dortmund             | Signal Iduna Park                        | 80,645           |
| Borussia Mönchengladbach | Mönchengladbach      | Stadion im Borussia-Park                 | 54,010           |
| SV Darmstadt 98          | Darmstadt            | Jonathan-Heimes-Stadion am Böllenfalltor | 17,000           |
| Eintracht Frankfurt      | Frankfurt            | Commerzbank-Arena                        | 51,500           |
| SC Freiburg              | Freiburg im Breisgau | Schwarzwald-Stadion                      | 24 000           |
| Hamburger SV             | Hamburg              | Volksparkstadion                         | 57,000           |
| Hertha BSC               | Berlin               | Olimpiai Stadion                         | 74,244           |
| TSG 1899 Hoffenheim      | Sinsheim             | Wirsol Rhein-Neckar-Arena                | 30,150           |
| FC Ingolstadt 04         | Ingolstadt           | Audi-Sportpark                           | 15,800           |
| 1. FC Köln               | Köln                 | RheinEnergieSTADION                      | 50,000           |
| RB Leipzig               | Lipcse               | Red Bull Arena                           | 42 959           |
| 1. FSV Mainz 05          | Mainz                | OPEL ARENA                               | 34,000           |
| FC Schalke 04            | Gelsenkirchen        | Veltins-Arena                            | 61,973           |
| Werder Bremen            | Bréma                | Weserstadion                             | 42,100           |
| VfL Wolfsburg            | Wolfsburg            | Volkswagen Arena                         | 30,000           |

### Személyek és támogatók
| Csapat                   | Vezetőedző        | Csapatkapitány   | Mezgyártó | Mezszopnzor             |
| ------------------------ | ----------------- | ---------------- | --------- | ----------------------- |
| FC Augsburg              | Manuel Baum       | Paul Verhaegh    | Nike      | WWK                     |
| Bayer Leverkusen         | Tayfun Korkut     | Lars Bender      | Jako      | Barmenia Versicherungen |
| Bayern München           | Carlo Ancelotti   | Philipp Lahm     | Adidas    | Deutsche Telekom        |
| Borussia Dortmund        | Thomas Tuchel     | Marcel Schmelzer | Puma      | Evonik                  |
| Borussia Mönchengladbach | Dieter Hecking    | Lars Stindl      | Kappa     | Postbank                |
| Darmstadt 98             | Torsten Frings    | Aytaç Sulu       | Jako      | Software AG             |
| Eintracht Frankfurt      | Niko Kovač        | Alexander Meier  | Nike      | Krombacher              |
| SC Freiburg              | Christian Streich | Julian Schuster  | Hummel    | Schwarzwaldmilch        |
| Hamburger SV             | Markus Gisdol     | Sakai Gōtoku     | Adidas    | Emirates                |
| Hertha BSC               | Dárdai Pál        | Vedad Ibišević   | Nike      | bet-at-home.com         |
| TSG Hoffenheim           | Julian Nagelsmann | Eugen Polanski   | Lotto     | SAP                     |
| FC Ingolstadt            | Maik Walpurgis    | Marvin Matip     | Adidas    | Media Markt             |
| 1. FC Köln               | Peter Stöger      | Matthias Lehmann | Erima     | REWE                    |
| RB Leipzig               | Ralph Hasenhüttl  | Dominik Kaiser   | Nike      | Red Bull                |
| Mainz 05                 | Martin Schmidt    | Niko Bungert     | Lotto     | Kömmerling              |
| Schalke 04               | Markus Weinzierl  | Benedikt Höwedes | Adidas    | Gazprom                 |
| Werder Bremen            | Alexander Nouri   | Clemens Fritz    | Nike      | Wiesenhof               |
| VfL Wolfsburg            | Andries Jonker    | Diego Benaglio   | Nike      | Volkswagen              |

### Vezetőedző-váltások
| Csapat                   | Távozó edző         | Ok                                   | Dátum                      | Érkező            | Dátum                     |
| ------------------------ | ------------------- | ------------------------------------ | -------------------------- | ----------------- | ------------------------- |
| FC Bayern München        | Pep Guardiola       | Szerződés lejárta                    | Előszezon 2016. június 31. | Carlo Ancelotti   | Előszezon 2016. július 1. |
| FC Ingolstadt 04         | Ralph Hasenhüttl    | Az RB Leipzig csapatához szerződött  | Előszezon 2016. június 31. | Markus Kauczinski | Előszezon 2016. július 1. |
| RB Leipzig               | Ralf Rangnick       | Kinevezték sportigazgatónak          | Előszezon 2016. június 31. | Ralph Hasenhüttl  | Előszezon 2016. július 1. |
| FC Schalke 04            | André Breitenreiter | Elküldték                            | Előszezon 2016. június 31. | Markus Weinzierl  | Előszezon 2016. július 1. |
| FC Augsburg              | Markus Weinzierl    | Közös megegyezés                     | Előszezon 2016. június 31. | Dirk Schuster     | Előszezon 2016. július 1. |
| SV Darmstadt 98          | Dirk Schuster       | Az FC Augsburg csapatához szerződött | Előszezon 2016. június 31. | Norbert Meier     | Előszezon 2016. július 1. |
| Werder Bremen            | Viktor Szkripnik    | Elküldték                            | 2016. szeptember 18.       | Alexander Nouri   | 2016. szeptember 18.      |
| Hamburger SV             | Bruno Labbadia      | Elküldték                            | 2016. szeptember 25.       | Markus Gisdol     | 2016. szeptember 25.      |
| VfL Wolfsburg            | Dieter Hecking      | Elküldték                            | 2016. október 17.          | Valérien Ismaël   | 2016. október 17.         |
| FC Ingolstadt 04         | Marcus Kauczinski   | Elküldték                            | 2016. november 6.          | Maik Walpurgis    | 2016. november 12.        |
| SV Darmstadt 98          | Norbert Meier       | Elküldték                            | 2016. december 5.          | Torsten Frings    | 2016. december 27.        |
| FC Augsburg              | Dirk Schuster       | Elküldték                            | 2016. december 14.         | Manuel Baum       | 2016. december 14.        |
| Borussia Mönchengladbach | André Schubert      | Elküldték                            | 2016. december 21.         | Dieter Hecking    | 2016. december 23.        |
| VfL Wolfsburg            | Valérien Ismaël     | Elküldték                            | 2017. február 26.          | Andries Jonker    | 2017. február 27.         |
| Bayer Leverkusen         | Roger Schmidt       | Elküldték                            | 2017. március 5.           | Tayfun Korkut     | 2017. március 6.          |

## Tabella
| #   | Csapat                   | M  | GY | D  | V  | G+ – G– | GK  | P  | Megjegyzések          |
| --- | ------------------------ | -- | -- | -- | -- | ------- | --- | -- | --------------------- |
| 1.  | Bayern München CV (B)    | 34 | 25 | 7  | 2  | 89–22   | +67 | 82 | BL–csoportkör         |
| 2.  | RB Leipzig Ú             | 34 | 20 | 7  | 7  | 66–39   | +27 | 67 | BL–csoportkör         |
| 3.  | Borussia Dortmund        | 34 | 18 | 10 | 6  | 72–40   | +32 | 64 | BL–csoportkör         |
| 4.  | Hoffenheim 1899          | 34 | 16 | 14 | 4  | 64–37   | +27 | 62 | BL–rájátszás          |
| 5.  | Köln                     | 34 | 12 | 13 | 9  | 51–42   | +9  | 49 | EL–csoportkör         |
| 6.  | Hertha BSC               | 34 | 15 | 4  | 15 | 46–48   | −2  | 49 | EL–rájátszás          |
| 7.  | Freiburg Ú               | 34 | 14 | 6  | 14 | 42–60   | −18 | 48 | EL–3. selejtezőkör    |
| 8.  | Werder Bremen            | 34 | 13 | 6  | 15 | 61–64   | −3  | 45 |                       |
| 9.  | Borussia Mönchengladbach | 34 | 12 | 9  | 13 | 45–49   | −4  | 45 |                       |
| 10. | Schalke 04               | 34 | 11 | 10 | 13 | 45–40   | +5  | 43 |                       |
| 11. | Eintracht Frankfurt      | 34 | 11 | 9  | 14 | 36–43   | −7  | 42 |                       |
| 12. | Bayer Leverkusen         | 34 | 11 | 8  | 15 | 53–55   | −2  | 41 |                       |
| 13. | Augsburg                 | 34 | 9  | 11 | 14 | 35–51   | −16 | 38 |                       |
| 14. | Hamburger SV             | 34 | 10 | 8  | 16 | 33–61   | −28 | 38 |                       |
| 15. | Mainz 05                 | 34 | 10 | 7  | 17 | 44–55   | −11 | 37 |                       |
| 16. | VfL Wolfsburg            | 34 | 10 | 7  | 17 | 34–52   | −18 | 37 | Osztályozó            |
| 17. | Ingolstadt 04 (K)        | 34 | 8  | 8  | 18 | 36–57   | −21 | 32 | 2. Fußball-Bundesliga |
| 18. | Darmstadt 98 (K)         | 34 | 7  | 4  | 23 | 28–63   | −35 | 25 | 2. Fußball-Bundesliga |

Utolsó frissítés: 2017. május 20. 
Forrás: bundesliga.de 
A rangsorolás alapszabályai: 1. összpontszám, 2. egymás elleni eredmények összpontszáma, 3. gólkülönbség, 4. szerzett gólok száma.
(B): Bajnokcsapat, (K): Kieső csapat, (F): Feljutó csapat, (I): Kupainduló, (R): A rájátszás győztese, (KGY): Kupagyőztes

## Eredmények
| Bundesliga 2016/17 Forrás: bundesliga.de | FCB | DOR | LEV | MGB | S04 | MAI | BSC | WOB | KÖL | HSV | FCI | AUG | BRE | DAR | HOF | FRA | FRE | RBL |
| FC Bayern München                        |     | 4:1 | 2:1 | 2:0 | 1:1 | 2:2 | 3:0 | 5:0 | 1:1 | 8:0 | 3:1 | 6:0 | 6:0 | 1:0 | 1:1 | 3:0 | 4:1 | 3:0 |
| Borussia Dortmund                        | 1:0 |     | 6:2 | 4:1 | 0:0 | 2:1 | 1:1 | 3:0 | 0:0 | 3:0 | 1:0 | 1:1 | 4:3 | 6:0 | 2:1 | 3:1 | 3:1 | 1:0 |
| Bayer 04 Leverkusen                      | 0:0 | 2:0 |     | 2:3 | 1:4 | 0:2 | 3:1 | 3:3 | 2:2 | 3:1 | 1:2 | 0:0 | 1:1 | 3:2 | 0:3 | 3:0 | 1:1 | 2:3 |
| Borussia Mönchengladbach                 | 0:1 | 2:3 | 2:1 |     | 4:2 | 1:0 | 1:0 | 1:2 | 1:2 | 0:0 | 2:0 | 1:1 | 4:1 | 2:2 | 1:1 | 0:0 | 3:0 | 1:2 |
| FC Schalke 04                            | 0:2 | 1:1 | 0:1 | 4:0 |     | 3:0 | 2:0 | 4:1 | 1:3 | 1:1 | 1:0 | 3:0 | 3:1 | 3:1 | 1:1 | 0:1 | 1:1 | 1:1 |
| 1. FSV Mainz 05                          | 1:3 | 1:1 | 2:3 | 1:2 | 0:1 |     | 1:0 | 1:1 | 0:0 | 3:1 | 2:0 | 2:0 | 0:2 | 2:1 | 4:4 | 4:2 | 4:2 | 2:3 |
| Hertha BSC                               | 1:1 | 2:1 | 2:6 | 3:0 | 2:0 | 2:1 |     | 1:0 | 2:1 | 2:0 | 1:0 | 2:0 | 0:1 | 2:0 | 1:3 | 2:0 | 2:1 | 1:4 |
| VfL Wolfsburg                            | 0:6 | 1:5 | 1:2 | 1:1 | 0:1 | 0:0 | 2:3 |     | 0:0 | 1:0 | 3:0 | 1:2 | 1:2 | 1:0 | 2:1 | 1:0 | 0:1 | 0:1 |
| 1. FC Köln                               | 0:3 | 1:1 | 1:1 | 2:3 | 1:1 | 2:0 | 4:2 | 1:0 |     | 3:0 | 2:1 | 0:0 | 4:3 | 2:0 | 1:1 | 1:0 | 3:0 | 1:1 |
| Hamburger SV                             | 0:1 | 2:5 | 1:0 | 2:1 | 2:1 | 0:0 | 1:0 | 2:1 | 2:1 |     | 1:1 | 1:0 | 2:2 | 1:2 | 2:1 | 0:3 | 2:2 | 0:4 |
| FC Ingolstadt 04                         | 0:2 | 3:3 | 1:1 | 0:2 | 1:1 | 2:1 | 0:2 | 1:1 | 2:2 | 3:1 |     | 0:2 | 2:4 | 3:2 | 1:2 | 0:2 | 1:2 | 1:0 |
| FC Augsburg                              | 1:3 | 1:1 | 1:3 | 1:0 | 1:1 | 1:3 | 0:0 | 0:2 | 2:1 | 4:0 | 2:3 |     | 3:2 | 1:0 | 0:2 | 1:1 | 1:1 | 2:2 |
| SV Werder Bremen                         | 1:2 | 1:2 | 2:1 | 0:1 | 3:0 | 1:2 | 2:0 | 2:1 | 1:1 | 2:1 | 2:1 | 1:2 |     | 2:0 | 3:5 | 1:2 | 1:3 | 3:0 |
| SV Darmstadt 98                          | 0:1 | 2:1 | 0:2 | 0:0 | 2:1 | 2:1 | 0:2 | 3:1 | 1:6 | 0:2 | 0:1 | 1:2 | 2:2 |     | 1:1 | 1:0 | 3:0 | 0:2 |
| TSG 1899 Hoffenheim                      | 1:0 | 2:2 | 1:0 | 5:3 | 2:1 | 4:0 | 1:0 | 0:0 | 4:0 | 2:2 | 5:2 | 0:0 | 1:1 | 2:0 |     | 1:0 | 2:1 | 2:2 |
| Eintracht Frankfurt                      | 2:2 | 2:1 | 2:1 | 0:0 | 1:0 | 3:0 | 3:3 | 0:2 | 1:0 | 0:0 | 0:2 | 3:1 | 2:2 | 2:0 | 0:0 |     | 1:2 | 2:2 |
| SC Freiburg                              | 1:2 | 0:3 | 2:1 | 3:1 | 2:0 | 1:0 | 2:1 | 0:3 | 2:1 | 1:0 | 1:1 | 2:1 | 2:5 | 1:0 | 1:1 | 1:0 |     | 1:4 |
| RB Leipzig                               | 4:5 | 1:0 | 1:0 | 1:1 | 2:1 | 3:1 | 2:0 | 0:1 | 3:1 | 0:3 | 0:0 | 2:1 | 3:1 | 4:0 | 2:1 | 3:0 | 4:0 |     |

## Osztályozó
| 2017. május 25. 20:30 (CEST) |

| VfL Wolfsburg        | 1-0               | Eintracht Braunschweig |
| -------------------- | ----------------- | ---------------------- |
| Gómez 35' (11-esből) | (1-0) Jegyzőkönyv |                        |

| Volkswagen Arena, Wolfsburg Nézőszám: 29 100 Játékvezető: Sascha Stegemann (német) |

| 2017. május 29. 20:30 (CEST) |

| Eintracht Braunschweig | 0-1               | VfL Wolfsburg |
| ---------------------- | ----------------- | ------------- |
|                        | (0-0) Jegyzőkönyv | Vieirinha 49' |

| Eintracht-Stadion, Braunschweig Nézőszám: 23 000 Játékvezető: Tobias Stieler (német) |

## Statisztikák
| Helyezés | Játékos                   | Klub                     | Gól |
| -------- | ------------------------- | ------------------------ | --- |
| 1.       | Pierre-Emerick Aubameyang | Borussia Dortmund        | 31  |
| 2.       | Robert Lewandowski        | FC Bayern München        | 30  |
| 3.       | Anthony Modeste           | 1. FC Köln               | 25  |
| 4.       | Timo Werner               | RB Leipzig               | 21  |
| 5.       | Mario Gómez               | VfL Wolfsburg            | 16  |
| 6.       | Andrej Kramarić           | TSG 1899 Hoffenheim      | 15  |
| 6.       | Max Kruse                 | SV Werder Bremen         | 15  |
| 8.       | Arjen Robben              | FC Bayern München        | 13  |
| 9.       | Vedad Ibišević            | Hertha BSC               | 12  |
| 10.      | Chicharito                | Bayer 04 Leverkusen      | 11  |
| 10.      | Serge Gnabry              | SV Werder Bremen         | 11  |
| 10.      | Sandro Wagner             | TSG 1899 Hoffenheim      | 11  |
| 10.      | Florian Niederlechner     | SC Freiburg              | 11  |
| 10.      | Lars Stindl               | Borussia Mönchengladbach | 11  |

| Helyezés | Játékos          | Klub                | Gólpassz |
| -------- | ---------------- | ------------------- | -------- |
| 1.       | Emil Forsberg    | RB Leipzig          | 22       |
| 2.       | Thomas Müller    | FC Bayern München   | 14       |
| 3.       | Ousmane Dembélé  | Borussia Dortmund   | 13       |
| 4.       | Arjen Robben     | FC Bayern München   | 12       |
| 4.       | Vincenzo Grifo   | SC Freiburg         | 12       |
| 6.       | Franck Ribéry    | FC Bayern München   | 11       |
| 6.       | Julian Brandt    | Bayer 04 Leverkusen | 11       |
| 8.       | Zlatko Junuzović | SV Werder Bremen    | 10       |
| 9.       | Fin Bartels      | SV Werder Bremen    | 9        |
| 9.       | Kerem Demirbay   | TSG 1899 Hoffenheim | 9        |
| 9.       | Sebastian Rudy   | TSG 1899 Hoffenheim | 9        |

## A bajnok csapat és az év játékosa
| \| \| BAYERN MÜNCHEN 2016/17 26. Bundesliga bajnoki cím - 27. német bajnoki cím \| \| \| Kapusok \| Manuel Neuer (26); Sven Ulreich (5); Tom Starke (3); Leo Weinkauf (0) \| Manuel Neuer (26); Sven Ulreich (5); Tom Starke (3); Leo Weinkauf (0) \| \| Védők \| David Alaba (32/4); Mats Hummels (27/1); Philipp Lahm (26/1); Rafinha (20/1); Juan Bernat (18/2); Jérôme Boateng (13/0); Nicolas Feldhahn (0/0); Marco Friedl (0/0); Felix Götze (0/0) \| David Alaba (32/4); Mats Hummels (27/1); Philipp Lahm (26/1); Rafinha (20/1); Juan Bernat (18/2); Jérôme Boateng (13/0); Nicolas Feldhahn (0/0); Marco Friedl (0/0); Felix Götze (0/0) \| \| Középp. \| Arturo Vidal (27/4); Joshua Kimmich (27/6); Thiago Alcântara (27/6); Xabi Alonso (27/3); Arjen Robben (26/13); Javi Martínez (25/1); Franck Ribéry (22/5); Kingsley Coman (19/2); Renato Sanches (17/0); Erdal Öztürk (0/0); Fabian Benko (0/0); Niklas Dorsch (0/0) \| Arturo Vidal (27/4); Joshua Kimmich (27/6); Thiago Alcântara (27/6); Xabi Alonso (27/3); Arjen Robben (26/13); Javi Martínez (25/1); Franck Ribéry (22/5); Kingsley Coman (19/2); Renato Sanches (17/0); Erdal Öztürk (0/0); Fabian Benko (0/0); Niklas Dorsch (0/0) \| \| Támadók \| Robert Lewandowski (33/30); Thomas Müller (29/5); Douglas Costa (23/4) \| Robert Lewandowski (33/30); Thomas Müller (29/5); Douglas Costa (23/4) \| \| Edző \| Carlo Ancelotti \| forrás \| | | |
| | BAYERN MÜNCHEN 2016/17 26. Bundesliga bajnoki cím - 27. német bajnoki cím | |
| Kapusok | Manuel Neuer (26); Sven Ulreich (5); Tom Starke (3); Leo Weinkauf (0) | Manuel Neuer (26); Sven Ulreich (5); Tom Starke (3); Leo Weinkauf (0) |
| Védők | David Alaba (32/4); Mats Hummels (27/1); Philipp Lahm (26/1); Rafinha (20/1); Juan Bernat (18/2); Jérôme Boateng (13/0); Nicolas Feldhahn (0/0); Marco Friedl (0/0); Felix Götze (0/0)                                                                               | David Alaba (32/4); Mats Hummels (27/1); Philipp Lahm (26/1); Rafinha (20/1); Juan Bernat (18/2); Jérôme Boateng (13/0); Nicolas Feldhahn (0/0); Marco Friedl (0/0); Felix Götze (0/0)                                                                               |
| Középp. | Arturo Vidal (27/4); Joshua Kimmich (27/6); Thiago Alcântara (27/6); Xabi Alonso (27/3); Arjen Robben (26/13); Javi Martínez (25/1); Franck Ribéry (22/5); Kingsley Coman (19/2); Renato Sanches (17/0); Erdal Öztürk (0/0); Fabian Benko (0/0); Niklas Dorsch (0/0) | Arturo Vidal (27/4); Joshua Kimmich (27/6); Thiago Alcântara (27/6); Xabi Alonso (27/3); Arjen Robben (26/13); Javi Martínez (25/1); Franck Ribéry (22/5); Kingsley Coman (19/2); Renato Sanches (17/0); Erdal Öztürk (0/0); Fabian Benko (0/0); Niklas Dorsch (0/0) |
| Támadók | Robert Lewandowski (33/30); Thomas Müller (29/5); Douglas Costa (23/4) | Robert Lewandowski (33/30); Thomas Müller (29/5); Douglas Costa (23/4) |
| Edző | Carlo Ancelotti | forrás |

## Érdekességek
- Az RB Leipzig az első Bundesliga-csapat az egykori Kelet-Németország területéről azóta, hogy az FC Energie Cottbus a 2008-2009-es szezont követően kiesett.
- A Bayern München a 31. fordulóban a Wolfsburg legyőzésével nyerte meg a bajnokságot. A bajoroknak ez a 27. német bajnoki, és a 26. Bundesliga-aranya, ezzel ők a rekordtartók. Ez volt sorozatban az ötödik bajnoki címük, ez szintén egyedülálló a Bundesliga történetében.[1]
- A Bayern München visszavonuló csapatkapitánya 8. német bajnoki címét szerezte meg a szezonban. Erre korábban csak Mehmet Scholl, Oliver Kahn és Bastian Schweinsteiger volt képes, mindannyian a Bayern színeiben. 
A csapat edzője, Carlo Ancelotti az AC Milan, a Paris Saint-Germain és a Chelsea után negyedik csapatával lett bajnok, ezzel az öt legrangosabb bajnokság közül négyben szerzett bajnoki címet edzőként. 
A mindössze 26 éves Thiago Alcântara pedig profi karrierjének kilencedik szezonjában nyolcadik bajnoki címét ünnepelhette.
- A Hamburg 10 forduló után nyeretlenül, mindössze két ponttal állt a tabella utolsó helyén, mínusz 19-es gólkülönbséggel. Ennél gyengébb kezdést csak egy csapat tudott felmutatni a Bundesliga történetében: az MSV Duisburg az 1994-95-ös szezonban. Ennek ellenére sikerült elkerülnie a kiesést a hamburgi csapatnak.[2]
- A gólkirályi címet Borussia Dortmund csatára, Pierre-Emerick Aubameyang szerezte meg 31 góllal. A gaboni labdarúgó a második afrikai származású gólkirálya a Bundesligának, a ghánai Anthony Yeboah után. 
 Aubameyangon kívül Robert Lewandowski (Bayern München) is elérte a harminc gólt. Erre korábban csak az 1973-74-es szezonban volt példa, akkor Gerd Müller és Jupp Heynckes lőtt ennyit.

## Lásd még
- 2016–2017-es DFB-Pokal
- 2016–2017-es Bundesliga 2